# АЕГ „Гео Милев“
Английска езикова гимназия „Гео Милев“ е гимназия в град Бургас.

## История
Гимназията е създадена през 1971 г. Първоначално се помещава в сградата на днешната Гимназия за изучаване на романски езици „Г.С. Раковски“ – Бургас. От 1986 г. броят на паралелките в подготвителен клас се увеличава от 4 на 6. Гимназията се премества в сградата на бившата Руска гимназия в ж.к. „Зорница“. Създават се кабинети и актова зала. През 1993 г. се приема програма за подготовка на ученици за явяване на изпити за сертификат на Университета в Кеймбридж. През 1992 – 1993 г. е приет учебен план за разширено изучаване на втори чужд език – немски. През 1993 г. е открита училищната библиотека. Сега гимназията разполага с три компютърни зали с по 28 работни места за обучение по Информатика, ИТ, Английски език, природни науки. Във всяка класна стая има мултимедиен проектор. Актовата зала е предназначена за 70 – 80 души и разполага с мултимедийна и озвучителна техника. Обновени са спортните площадки.
От учебната година 2020/2021 Английската езикова гимназия „Гео Милев“ е преместена в сградата, освободена от СУ „Добри Чинтулов“, в квартал Изгрев.

## Обучение
Обучението продължава 5 години. Гимназията има висок авторитет и дава отлична подготовка на своите възпитаници. Те учат и работят в университети, стопански и обществени институции в България, Европа, САЩ. Гимназията е член на партньорската програма на Британски съвет Addvantage с присъден бронзов статут. От февруари 2012 г. гимназията е със сертификат за Cambridge ESOL подготвителен център, в гимназията се прави регистрация и се провеждат предварителни и основни изпити. Гимназията е оторизиран център за изпити SAT и TOEFL. Гьоте – Институт, в съвместна работа с ГПАЕ „Гео Милев“, провежда в Бургас изпити за сертификатите А1 до С1. Гимназията е член на Общността на училищата „Pearson Longman Schools“. В гимназията успешно съществува Microsoft IT Academy Essentials Level, която се ръководи от старши учител Димитрина Тодорова. Гимназията е оторизиран изпитен Prometric център за информационни технологии (Authorized Prometric Testing Center IT center).

## Ръководство
Директорът на училището е Жаклин Нейчева. Заместник -директори по учебната дейност са Красимира Митева и Соня Бъчварова.

## Празници
Всяка година на 15 януари – рождената дата на поета Гео Милев, се чества патронния празник на гимназията. През май 2006 г. чества 35-годишен юбилей. Други празници, които се празнуват са Halloween, Ден на благодарността, Коледа, Свети Валентин, Великден и др.

## Библиотека
През 1993 г. е открита училищната библиотека, чийто фонд от литература на английски език непрекъснато се обогатява с дарения от Британския съвет, Американския център, Националната академична фондация. Библиотеката разполага с над 10 хил. тома английска и американска художествена литература на английски език, специализирана литература в областите математика, астрономия, биология, езикознание, история, география, психология, икономика.
В библиотеката на гимназията през 2011 г. е реализиран основен ремонт и е подновено почти цялото библиотечно обзавеждане. Учениците на ГПАЕ „Гео Милев“ Бургас имат възможност да учат уроците си в обособената читалня, да заемат книги или списания, да ползват интернет, да организират и подготвят проекти, да изработват плакати и постери, да копират необходими материали за учебния процес, както и да представят свои презентации на дадена тема.